# نهائي كأس السوبر الإسباني 2024
نهائي كأس السوبر الإسباني 2024 (بالإسبانية: 2024 Supercopa de España Final) هي مباراة كرة قدم تحدد الفريق الفائز في كأس السوبر الإسباني 2024، في النسخة الأربعين من مسابقة كأس السوبر الإسباني لكرة القدم، لعب النهائي بين الفائزين في مباراتي نصف النهائي نادي ريال مدريد ونادي برشلونة يوم الأحد 14 يناير في الساعة 10 مساءً بتوقيت السعودية لتنافس على اللقب الأول لعام 2024، تُوّج ريال مدريد بطلاً لكأس السوبر الإسباني للمرة 13 في تاريخه، بعد فوزه على برشلونة بأربعة أهداف مقابل هدف.
تنافس في دور نصف النهائي بطولة السوبر الإسباني نادي برشلونة بطل الدوري، ونادي ريال مدريد بطل كأس الملك، ونادي أوساسونا ونادي أتلتيكو مدريد، في البطولة المقامة في في العاصمة السعودية الرياض للمرة الثالثة على التوالي، وهي المرة الرابعة خلال خمسة مواسم تقام فيها بطولة السوبر الإسباني في السعودية.
لعبت مباراة نصف النهائي الأولى لكأس السوبر الإسباني التي ستضيفها ملعب الأول بارك بين نادي ريال مدريد ونادي أتلتيكو مدريد يوم الأربعاء 10 يناير 2024. وتأهل نادي ريال مدريد إلى المباراة النهائية لمسابقة كأس السوبر الإسباني بحسمه الدربي أمام جاره نادي أتلتيكو مدريد والفوز عليه بنتيجة 5-3 بعد التمديد (الوقت الأصلي 3-3). افتتح أتلتيكو مدريد التسجيل مبكرا بضربة رأسيه من ماريو هيرموسو، أدرك نادي ريال مدريد التعادل عن طريق أنطونيو روديغر، قبل أن يضيف فيرلان مندي الهدف الثاني بعد ذلك، ويتعادل أتلتيكو مدريد عن طريق أنطوان غريزمان بتسديدة من مدى بعيد، وارتكب حارس المرمى كيبا أريزابالاجا خطأ فادحا بعدما ارتطمت محاولته لإبعاد الكرة بزميله روديغر وارتدت في الشباك ليتقدم أتلتيكو مدريد مرة أخرى، أدرك داني كارباخال التعادل ليذهب الفريقان لشوطين إضافيين. مع اتجاه المباراة إلى ركلات الترجيح، ارتدت الكرة من المدافع سافيتش لتسكن الشباك قبل خمس دقائق من نهاية الوقت الإضافي من المباراة، وفي الدقيقة الأخيرة من المباراة سجل دياز من هجمة مرتدة في المرمى الخالي بعد أن تقدم الحارس يان أوبلاك إلى منطقة جزاء ريال، في محاولة لإدراك التعادل من ركلة ركنية في اللحظات الأخيرة.
فيما لعبت مباراة نصف النهائي الثانية بين نادي برشلونة ونادي أتلتيكو مدريد ونادي أوساسونا يوم الخميس 11 يناير 2024. وانتهت بفوز نادي برشلونة بفوزه على نادي أوساسونا بنتيجة 2-0 على ملعب "الاول بارك" في العاصمة السعودية الرياض، وضرب موعدا مع ريال مدريد في الكلاسيكو في اعادة لنهائي العام الماضي. وسجل هدفي برشلونة روبرت ليفاندوفسكي واللاعب الإسباني مغربي الاصل لامين يامال، وتأهل برشلونة إلى المباراة النهائية لمسابقة الكأس السوبر الإسبانية في كرة القدم.
وألتقى الناديان في النهائي للمرة الثانية على التوالي بعد أن تواجها الموسم الماضي في السعودية أيضاً وفاز فيها نادي برشلونة الذي يحمل الرقم القياسي في عدد الانتصارات بالسوبر مع 14 لقباً، متقدما عن نادي ريال مدريد الذي يحمل 12 لقباً، يصل نادي ريال مدريد إلى هذا الحدث بعد سلسلة 20 مباراة دون هزيمة وهدفه تتويج هذه المسيرة باللقب بهدف تجنب حدوث انتكاسة مثل الموسم الماضي التي تولد الشكوك والتي يمكن أن تعرقل مسيرة الفريق في لحظة حاسمة في الصراع على الألقاب.
بالنسبة لنادي برشلونة، يعتبر لقب كأس السوبر بداية للعام الحالي هي الجائزة الصغيرة ضمن الموسم، ولكن عندما تصل إلى النهائي أمام ريال مدريد فإنها تكتسب أهمية خاصة جدًا. فريق تشافي لا يمر في أفضل حالاته في أخير شهرين، بعد سقوطه في الدوري الإسباني في أخر مباراة جمعت الفريقين، بنتيجة 2-1 في المرحلة الحادية عشر من الدوري الإسباني لكرة القدم.

## الفريقين
نهائي جديد يجمع قطبي الكلاسيكو على كأس السوبر الإسباني الذي فازت به 10 أندية مختلفة في إسبانيا، يعتبر ريال مدريد وبرشلونة هما الناديان اللذان فازا بأكبر عدد من المرات. وقد فاز بها الفريق الكاتالوني 14 مرة، في حين رفع الفريق الأبيض الكأس 12 مرة. ستكون هذه هي المرة التاسعة التي يلتقي فيها الفريقان في النهائي، وفي تلك المواجهة، يخرج الفريق الأبيض فائزًا بستة انتصارات، عبر تاريخ البطولة كانت هناك أربع نسخ فقط لم يلعب فيها أي منهما في النهائي (آخرها كان في عام 2005 عندما فاز سرقسطة على نادي فالنسيا)، يعتبر نادي برشلونة هو الأكثر مشاركةً في النهائي برصيد 25 مباراة، بينما يحظى نادي ريال مدريد بمشاركته في 18 مباراة وتتويج في 12 نسخة منها وهو الأقل خسارةً للقب.
| الفريق     | المشاركات السابقة في النهائيات (الخط الغليظ للأرقام يشير لسنة التتويج باللقب)                                                                             |
| ---------- | --- |
| ريال مدريد | 18 (1982، 1988، 1989، 1990، 1993، 1995، 1997، 2001، 2003، 2007، 2008، 2011، 2012، 2014، 2017، 2020، 2022، 2023)                                           |
| برشلونة    | 25 (1983، 1985، 1988، 1990، 1991، 1992، 1993، 1994، 1996، 1997، 1998، 1999، 2005، 2006، 2009، 2010، 2011، 2012، 2013، 2015، 2016، 2017، 2018، 2021، 2023) |

## الطريق إلى النهائي
| ريال مدريد     | ريال مدريد | كأس السوبر الإسباني 2024 | برشلونة        | برشلونة |
| -------------- | ---------- | ------------------------ | -------------- | ------- |
| الفريق المنافس | النتيجة    | الجولة                   | الفريق المنافس | النتيجة |
| أتلتيكو مدريد  | 5 - 3      | نصف النهائي              | أوساسونا       | 2 - 0   |

## تفاصيل النهائي
ظهر المدير الفني الإيطالي كارلو أنشيلوتي بتشكيلة لنهائي الكأس الإسباني مكونة من لونين، كارفاخال، روديجر، ناتشو، ميندي، فالفيردي، كروس، تشوماني، بيلينجهام، فينيسيوس، رودريغو. من جانبه ظهر المدير الفني الإسباني لنادي برشلونة تشافي هيرنانديز بتشكلية مكونة من كل من بينيا، كوندي، أراوخو، كريستنسن، بالدي، فرينكي دي يونج، غوندوغان، بيدري، سيرجي روبرتو، فيران توريس، ليفاندوفسكي. افتتح المهاجم البرازيلي فينيسيوس جونيور النتيجة في أول عشر دقائق من عُمر المباراة بعد تمريرة من لاعب الوسط بيلينجهام، لم يدم الأمر طويلاً وفي ظل امتلاك لاعبي ريال مدريد خط وسط متميز مكون من كروس وبيلينجهام وفالفيردي دخل ريال مدريد في أجواء المباراة دون تردد. استغل ريال مدريد ضعف دفاع برشلونة واعتماده على خطة الدفاع المتقدم ومن كرة ميتة أخرى داخل المنطقة فينيسيوس يضيف هدفه الثاني بعد ثلاث دقائق فقط من أحرازه الهدف الأول. في الدقيقة 33، أحزر ليفاندوفسكي هدف تقليص الفارق مُعيداً الأمل لبرشلونة في العودة إلى اللقاء، وقبل نهاية الشوط الأول تمكن فينيسيوس من الحصول على ركلة جزاء وإحراز الهدف الثالث.
قاد البرازيلي فينيسيوس جونيور نجم ريال مدريد، فريقه للفوز بالبطولة بعدما تمكن من إحراز 3 أهداف خلال الشوط الأول، قبل أن يضيف رودريغو الهدف الرابع في الشوط الثاني، وتسبب فينيسيوس في طرد رونالد أراوخو مدافع برشلونة، بعدما تلقى البطاقة الصفراء الثانية في المباراة في الدقيقة 71 في الشوط الثاني وتسبب أيضا في حصول أراوخو على البطاقة الصفراء الأولى، أصبح أراوخو بذلك أول لاعب في الكلاسيكو يتسبب في ركلة جزاء ويطرد بنفس المُباراة منذ أوليغير بريساس لاعب برشلونة السابق في مارس 2007.

### النهائي
| ريال مدريد                                       | 4–1 | برشلونة               |
| ------------------------------------------------ | --- | --------------------- |
| فينيسيوس جونيور 7' 10' 39' (ركلة.) · رودريغو 64' |     | 33' روبرت ليفاندوفسكي |

| ريال مدريد | برشلونة |

| GK             | 13 | أندري لونين       |     |     |
| RB             | 2  | داني كارفاخال     |     |     |
| CB             | 22 | أنطونيو روديغر    | 62' |     |
| CB             | 6  | ناتشو (c)         |     |     |
| LB             | 23 | فيرلاند ميندي     |     |     |
| RM             | 15 | فيديريكو فالفيردي | 86' |     |
| CM             | 18 | أوريلين تشواميني  |     |     |
| LM             | 8  | توني كروس         | 81' |     |
| AM             | 5  | جود بيلينغهام     | 43' | 86' |
| CF             | 11 | رودريغو           | 77' |     |
| CF             | 7  | فينيسيوس جونيور   | 82' |     |
| مقاعد البدلاء: |    |                   |     |     |
| GK             | 25 | كيبا أريزابالاغا  |     |     |
| DF             | 20 | فران غارسيا       |     |     |
| DF             | 36 | فينيسيوس توبياس   |     |     |
| MF             | 10 | لوكا مودريتش      | 81' |     |
| MF             | 12 | إدواردو كامافينغا | 82' |     |
| MF             | 19 | داني سيبايوس      | 86' |     |
| MF             | 24 | أردا غولر         |     |     |
| MF             | 28 | ماريو مارتين      |     |     |
| MF             | 32 | نيكو باز          |     |     |
| FW             | 14 | خوسيلو            | 86' |     |
| FW             | 21 | إبراهيم دياز      | 77' |     |
| المدرب:        |    |                   |     |     |
| كارلو أنشيلوتي |    |                   |     |     |

| GK              | 13 | إينياكي بينيا     |                  |     |     |
| RB              | 23 | جول كوندي         |                  |     |     |
| CB              | 4  | رونالد أراوخو     | 37' 71' {{{3}}}' |     |     |
| CB              | 15 | أندرياس كريستنسن  |                  |     |     |
| LB              | 3  | أليخاندرو بالدي   |                  |     |     |
| CM              | 20 | سيرجي روبيرتو (c) |                  | 40' | 61' |
| CM              | 22 | إيلكاي غوندوغان   |                  |     |     |
| CM              | 21 | فرينكي دي يونغ    |                  |     |     |
| RW              | 8  | بيدري             | 61'              |     |     |
| CF              | 9  | روبرت ليفاندوفسكي |                  |     |     |
| LW              | 7  | فيران توريس       | 61'              |     |     |
| مقاعد البدلاء:  |    |                   |                  |     |     |
| GK              | 26 | أندير أسترالاغا   |                  |     |     |
| GK              | 31 | دييغو كوشين       |                  |     |     |
| DF              | 33 | باو كوبارسي       |                  |     |     |
| DF              | 39 | هيكتور فورت       |                  |     |     |
| MF              | 18 | أوريول روميو      |                  |     |     |
| MF              | 30 | مارك كاسادو       |                  |     |     |
| MF              | 32 | فيرمين لوبيز      | 61'              |     |     |
| FW              | 14 | جواو فيليكس       | 61'              |     |     |
| FW              | 19 | فيتور روكي        |                  |     |     |
| FW              | 27 | لامين يامال       | 61'              |     |     |
| FW              | 38 | مارك غويو         |                  |     |     |
| المدرب:         |    |                   |                  |     |     |
| تشافي هيرنانديز |    |                   |                  |     |     |

| رجل المباراة: فينيسيوس جونيور الحكام المساعدين: دييجو باربيرو إشبيلية (الأندلس) ميغيل مارتينيز مونويرا (بلنسية) الحكم الرابع: ماريو ميليرو لوبيز (الأندلس) حكم تقنية الفيديو: سيزار سوتو جرادو (لاريوخا) مساعد حكم تقنية الفيديو: إيكر دي فرانسيسكو جريجالبا (إقليم الباسك) فرانسيسكو خوسيه هيرنانديز مايسو (إكستريمادورا) | قواعد المباراة - مدة المباراة 90 دقيقة مقسمة إلى شوطين مدة كل شوط 45 دقيقة. - تلعب أشواط إضافية من 30 دقيقة مقسومة إلى شوطين مدة كل شوط 15 دقيقة. - تطبق قاعدة ركلات الجزاء الترجيحية في حال استمرار التعادل في الأشواط الإضافية. - تواجد اثنى عشر لاعب في قائمة البدلاء ، يمكن إجراء خمسة تبديلات بحد أقصى ، مع السماح بتبديل سادس في الوقت الإضافي. |

## الملاحظات
1. ↑  فاز ريال مدريد بالثنائية في موسم 1988–89، وبالتالي حصل تلقائياً على لقب كأس السوبر الإسباني لعام 1989.